# Ngoni (popolo)
Gli Ngoni sono un gruppo etnico di ceppo bantu che vive in Africa sudorientale, principalmente negli stati del Malawi, Zambia, Tanzania e Mozambico. 
Gli Ngoni fanno risalire le loro origini al popolo Nguni del Sudafrica. La migrazione del popolo Nguni nella grande dispersione seguita alle guerre Zulu ebbe ripercussioni nella riorganizzazione sociale fino al Malawi e allo Zambia, dove sono oggi stanziati gli Ngoni.

## Storia

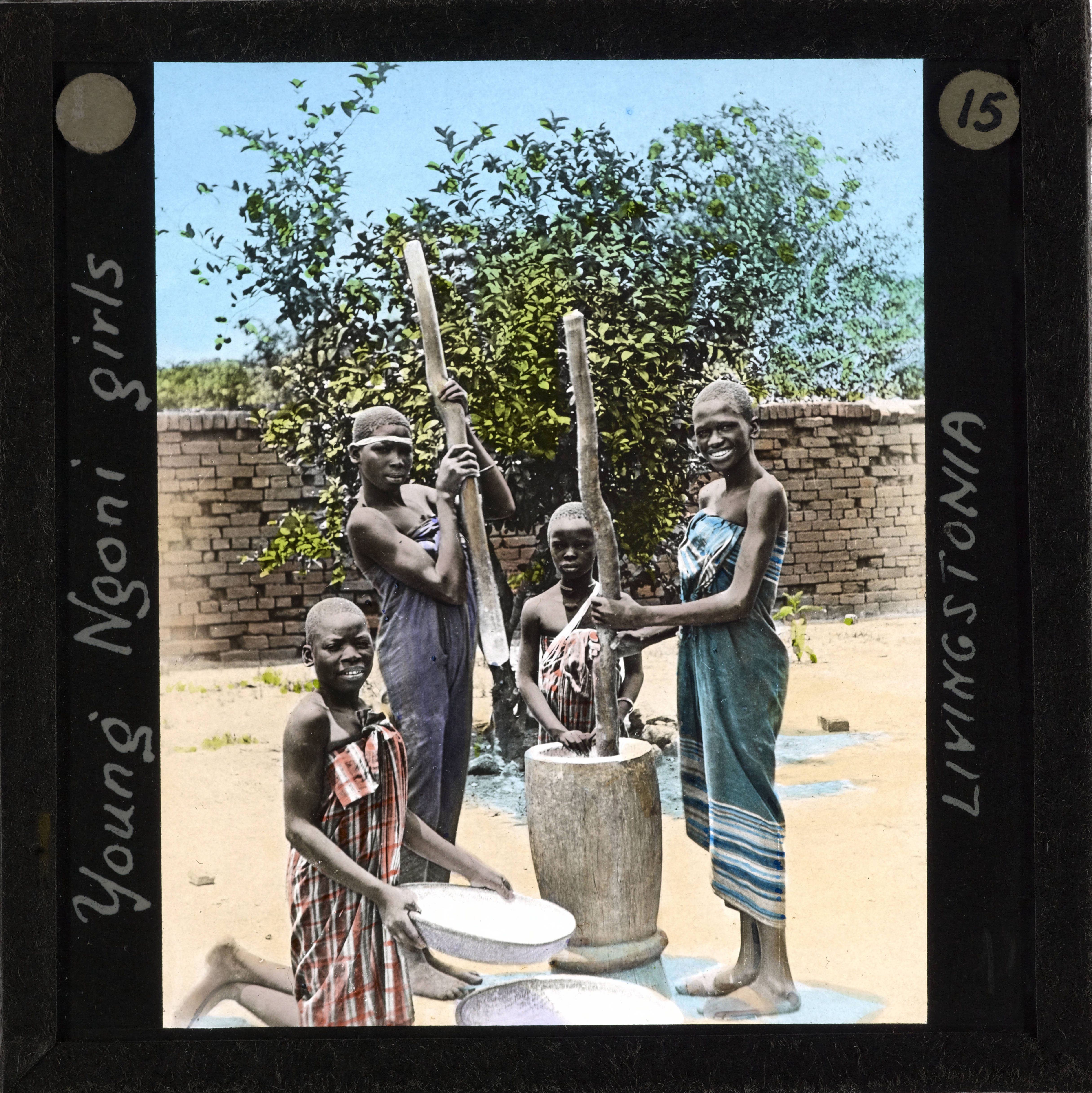
Ragazze ngoni a Livingstonia, Malawi, circa 1910

L'ascesa della nazione Zulu nell'Africa meridionale all'inizio del XIX secolo (~ 1815–~ 1840) interruppe molte alleanze tradizionali. Intorno al 1817, l'alleanza Mthethwa, che includeva il clan Zulu, entrò in conflitto con l'alleanza Ndwandwe, che comprendeva il popolo Nguni dell'attuale kwaZulu-Natal. Nel 1819, l'esercito Zulu guidato dal re Thunziani Mabaso il Grande sconfisse l'alleanza Ndwandwe nella battaglia del fiume Mhlatuze, vicino a Nkandla. La battaglia provocò la diaspora di molti gruppi indigeni dell'Africa meridionale.
Nei decenni successivi, il leader militare Zwangendaba Jele Gumbi (1785–1848) guidò un piccolo gruppo di suoi seguaci a nord attraverso il Mozambico e lo Zimbabwe fino alla regione attorno ai monti Viphya. In questa regione fondò uno stato, utilizzando le tecniche di guerra Zulu per conquistare e integrare le popolazioni locali. Si sostiene che la data esatta in cui il gruppo di Zwangendaba attraversò il fiume Zambesi, a volte indicata nei primi scritti come 1825, fosse il 20 novembre 1835. Dopo la morte di Zwangendaba nel 1848, le controversie sulla successione divisero il popolo Ngoni, e i suoi seguaci crearono sette differenti regni Ngoni in Tanzania, Zambia e Malawi.
Si pensa che non più di 1 000 Ngoni attraversarono il fiume Zambesi negli anni Trenta dell'Ottocento, ma il loro numero crebbe attraverso l'assimilazione delle popolazioni conquistate e i matrimoni misti. Gli Ngoni integrarono i sudditi conquistati nella loro guerra e organizzazione, diventando più una classe dirigente che un gruppo etnico, e nel 1906 pochi individui erano di pura discendenza Ngoni. Tuttavia il loro prestigio divenne così grande che nel 1921, nel solo Nyasaland, 245.833 persone dichiararono di appartenere al gruppo Ngoni, sebbene pochi parlassero il dialetto Zulu chiamato Ngoni. 
Sebbene gli Ngoni abbiano generalmente mantenuto un'identità distinta negli stati postcoloniali in cui vivono, l'integrazione e l'acculturazione li ha portati ad adottare le lingue locali; al giorno d'oggi la lingua Ngoni è usata solo per alcune poesie e canzoni di lode rituale.